# Skót whisky
A skót whisky (Scotch whisky) Skóciában desztillált és legalább három évig tölgyfa hordóban érlelt whisky. Széles körű nemzetközi eredetvédelme kiterjed – többek közt – az Európai Unióra, az Amerikai Egyesült Államokra és Kínára is. A skót whisky alaptípusai a rézüstben kétszer, ritkán háromszor lepárolt malátawhisky (malt) és a lepárlóoszlopokon készült gabonawhisky (grain), amelyekből keverékeket (blended whiskyket) készítenek. Ez utóbbiak uralják a piacot, de a legmagasabb ára általában a házasítatlan malátawhiskyknek (single malt) van. A kevert whiskyk címkéjén csak a legrövidebb ideig érlelt összetevő korát lehet feltüntetni. Sok hordóerősségű whiskyről (cask strength) hiányzik a kormegjelölés, mivel minimális mennyiségben tartalmaznak ízesítésül fiatalabb összetevőket.
A skót whiskyt – habár az amerikai angolban whiskeyként is utalhatnak rá – mindig whisky betűzéssel címkézik.

## Jogi definíció
A skót whiskyt az Egyesült Királyság Parlamentje által hozott törvény (The Scotch Whisky Regulations 2009) szabályozza. Ennek értelmében a skót whisky:
1. skóciai lepárlóban készül vízből, malátázott árpából és más fajtájú kizárólag egész gabonaszemekből
  1. amit ebben a lepárlóban dolgoztak fel péppé
  2. erjeszthetővé kizárólag endogén enzimrendszerek segítségével (tehát hozzáadott enzimek nélkül) tették
  3. kizárólag élesztő hozzáadásával erjesztették
2. kevesebb, mint 94,8 térfogat %-osra desztillálták, hogy aromákat nyerhessen a felhasznált nyersanyagokból és módszerekből
3. skóciai adóraktárban érlelték legalább 3 évig nem nagyobb, mint 700 literes tölgyfahordóban
4. amelyik őrzi a nyersanyagokból és készítési eljárásból nyert színét, aromáját és ízét
5. amihez vízen és szeszkaramellen kívül más alkotórészt nem adtak
6. legalább 40%-os alkoholtartalommal kerül palackba

## Gyártási eljárás

### Malátázás
A malátázás során az árpát vízbe merítik és hagyják kicsírázni. Ekkor enzimek szabadulnak fel, amelyek segítenek az árpában levő keményítőket cukorrá lebontani. A kívánt csírázottság elérése után a malátát füst segítségével kiszárítják. Sok, de nem mindegyik lepárló tőzeget ad a tűzhöz, hogy a szesznek tőzeges, földíze legyen.
Csak néhány lepárló gyárt maga malátát (Balvenie, Kilchoman, Highland Park, Glenfiddich, Glen Ord, Bowmore, Laphroaig, Springbank, Tamdhu, Edradour, többek között), de ezek sem maguk készítik a teljes szükséges mennyiséget. A legtöbb malátát erre szakosodott malátázóktól vásárolják.

### Cefrézés és erjesztés
A szárított malátát (gabonawhisky esetén a gabonaszemeket) héjtalanítják, majd forróvízben pácolják, pépesítik. Ekkor a malátázáskor felszabaduló enzimek a pépet cukros lévé alakítják. Ezután lehűtik, élesztőt adnak hozzá és erjedni hagyják. A végeredmény egy 5-7%-os szesztartalmú, nyers sörhöz hasonló állagú folyadék lesz, a cefre.

### Lepárlás
A skót whiskyt általában kétszer párolják le, kivétel az Auchentoshan Distillery a Lowland régióban, amelyik háromszor, és a Springbank Distillery a Campbeltown régióban, amelyik „két és félszer” – az első lepárlás eredményének felét újradesztillálják és ezt adják a másik feléhez, majd elvégzik a végső lepárlást.
A malátawhisky kisüsti lepárlással készül. Az erjedt cefrelevet lepárlóüstökben (beer still) forralják, majd az alkoholban feldúsult gőzt a hűtőben lecsapatják. Az így nyert mintegy 20%-os alkoholtartalmú folyadék az alszesz (low wine). Ezt azután finomításra szolgáló lepárlóüstökben (finomítóüst, spirit still) párolják le újra. Az párlat első része az előpárlat (heads), ami illékonyabb, jórészt kellemetlen aromakomponenseket tartalmaz. Ezt további lepárlásra félreteszik. A második rész a középpárlat, a hasznos végeredmény, ezt teszik hordóba érlelés céljából. Ennek alkoholtartalma mintegy 65-75%. A harmadik rész az utópárlat (tails), igen alacsony alkoholtartalmú, azonkívül kozmaolajokban dúsabb, ezt is félreteszik további desztillálásra.
A gabonawhiskyt folyamatos lepárlással készítik Coffey-féle szeszfinomítókban. Ez jóval gazdaságosabb eljárás, illetve jellegtelenebb és tisztább szeszt eredményez, mint a kisüsti lepárlás.

### Érlelés
A lepárolt „új szeszt” tölgyfahordóba teszik érlelés céljából. Történelmileg erre a célra olyan hordókat használtak, amelyekben korábban sherryt tároltak – a hordó drága, és sok használt sherry-hordó volt a piacon. Manapság általában sherrys vagy bourbon whiskys hordókat használnak, kisebb mértékben portói boros, cognacos, Calvadosos, madeirás, portóis vagy söröshordókat. A bourbon whisky szinte kifogyhatatlan forrása a használt hordóknak, mivel ahhoz előírás szerint kizárólag új tölgyfahordót lehet használni.
Az érlelés során a whisky párolog, ami térfogat- és alkoholtartalom-veszteséghez vezet (ún. „angyalok része”). A nyugati parton és a Hebridákon gyakran nyitott tengerparti raktárakban érlelik a whiskyt, hogy a sós tengeri levegő aromáját magába szívja. Az érlelés legalább három évig tart a törvényi előírás szerint, de a single malt whiskyfajtákat általában nyolc évig érlelik. Egyesek szerint az öregebb whisky szükségszerűen jobb, mások szerint az optimális érlelési idő drasztikusan változik lepárlóról lepárlóra és hordóról hordóra. Az öreg whisky mindenesetre ritkább, ezért szükségszerűen drágább.
A whisky színe függ a hordó előéletétől, bár hozzáadott szeszkaramell segítségével lehet és szabad sötétíteni az italt. A sherry-hordóban érlelt whisky sötétebb, borostyánosabb árnyalatú, míg a bourbon-hordóban érlelt világosabb aranysárga-mézszínű. Az 1990-es évek óta terjedőben van az a szokás, hogy a kiérlelt whiskyt átrakják „végső kidolgozás” céljából egy másik – az eredeti érlelésétől különböző – szeszesital hordójába.

### Palackozás
A palackozás során általában a különböző hordókból származó azonos típusú malátawhiskyt hígítják 40-46%-os alkoholtartalomra és együttesen palackozzák mint single malt whisky. Ezeket tovább lehet házasítani más lepárlók azonos típusával mint vatted malt ill. gabonawhiskykkel keverve mint blended whisky.
Alkalomszerűen 50-60%-os hordóerősségű (cask strength) whiskyt is palackoznak. Sok lepárló az egyetlen hordóból származó single cask kiadást is forgalmaz, ilyenkor a címke feltünteti, mikor desztillálták a whiskyt, mikor palackozták, összesen hány palackot, valamint a hordó és a palack sorszámát.

### Hűtött szűrés
Sok whiskyt hűtött szűrés után palackoznak. Ennek során az italt 0°C közelébe hűtik és egy finom szűrőn bocsátják keresztül. Ez eltávolítja a desztillálás és a hordóban való érlelés közben a whiskybe került egyes alkotórészeket és megelőzi, hogy víz vagy jég hozzáadása esetén az ital elhomályosodjon. Ez ugyanakkor az ízanyagok egy részét is eltávolítja, ezért egyesek az ilyen szűrt whiskyt alsóbbrendűnek tartják.

### Whisky-alaptípusok
- A skót malátawhisky (malt whisky) malátázott árpán kívül más gabonából nem készülhet, és a hagyományos módon, kisüsti lepárlással készül. Számos malátawhisky-lepárló létezik Skóciában.
- A skót gabonawhisky (grain whisky) malátázott árpa- és nem malátázott egyéb gabonaszemekből készül folyamatos lepárlást és erős rektifikálást biztosító lepárlóoszlopokkal, más néven Coffey-lepárlóval (Aeneas Coffey ír mérnök neve után). Mindössze hét gabonaszemwhisky-lepárló van Skóciában, többsége a Lowland whiskyrégióban.

## Whiskyrégiók

A hat skót whisky-régió

A skót whiskyk gyártási hely szerint hat régióra oszlanak. Ez inkább földrajzi, mint stilisztikai beosztás, ezeken belül is nagy a változatosság a whiskyk között.

### Speyside
A Speyside whiskyrégióban van a skót lepárlók több, mint fele. Tulajdonképpen ez a whisky-régió. Olyan ez a régió a malt whisky-nek, mint Cognac a brandy-nek.

### Highland
A Highland whiskyrégió a legnagyobb területű régió, számos lepárlóval.

### Campbeltown
A Campbeltown whiskyrégió volt valaha a Skócia „whisky fővárosa”. Az 1880-as években legalább 21 lepárló működött itt, ma mindössze 3 üzemel.

### Islay
Az Islay whiskyrégió a kis Islay (IPA: ˈaɪlə) szigetet – a Hebridák egyik Campbeltown-hoz közeli szigete, nevezhető Skócia „whisky szigetének” – foglalja magában. Nyolc működő lepárlója van, a kilencedik 2005-ben kezdett működni, még nem lépett palackjaival a piacra.

### Islands
Az Islands whiskyrégió az összes Skóciához tartozó whiskytermelő szigetet – Islay kivételével, ami külön régió –, a Hebridákat, Orkney-t, Shetland-et és néhány egyéb szigetet foglal magában. Néhány különlegesnek tartott skót whisky hazája. Nem hivatalos régió, a Scotch Whisky Association a Highland whiskyrégió részének tekinti.

### Lowland
A nagy területű, legdélebbi Lowland whiskyrégióban mindössze három lepárló van.

## Fajtái
A skót whisky 5 kategóriáját definiálták 2004-2005-ben a gyártók és a szövetség konzultációjának eredményeképpen:
- Single Malt Scotch Whisky (házasítatlan malátawhisky): kizárólag vízből és árpamalátából egyetlen lepárlóüzemben készített, kisüsti lepárlással készült whisky, amit javasolt Skóciában palackozni.
- Single Grain Scotch Whisky (házasítatlan gabonawhisky): vízből és árpamalátából, és egyéb, nem malátázott gabonaszemek hozzáadásával vagy anélkül, egyetlen lepárlóüzemben készített whisky, amelyik nem teljesíti a Single Malt Scotch Whisky definícióját.
- Blended Scotch Whisky (kevert whisky): egy vagy több Single Malt Scotch Whisky és egy vagy több Single Grain Scotch Whisky keveréke.
- Blended Malt Scotch Whisky (házasított malátawhisky): több lepárlóüzemben készített Single Malt Scotch Whisky keveréke.
- Blended Grain Scotch Whisky (házasított gabonawhisky): több lepárlóüzemben készített Single Grain Scotch Whisky keveréke.

A piacon a leggyakoribb áru a kevert whisky, azaz a Blended Scotch Whisky

### Független palackozók
A legtöbb lepárló hordóban is ad el whiskyt cégeknek keverés (blended) céljából, vagy magánszemélyeknek is. Ezen hordók tartalmának egy részéből mások palackoznak single malt whiskyt, mint független palackozók. Ilyen független palackozó cég többek között:
- Duncan Taylor
- Gordon & MacPhail
- Cadenhead, Murray McDavid
- Signatory

### Blended Scotch
A piacon kapható keverékek:
- The Antiquary
- Bailie Nicol Jarvie
- Ballantine's
- Bell's
- Black & White
- Black Bottle
- Chivas Regal
- Cutty Sark
- Dewar's
- Dimple
- The Famous Grouse
- Gran Old Parr
- Grand Macnish
- Grants
- Haig
- Hankey Bannister
- Johnnie Walker
- J&B
- Sandy Mac Old Scotch Whisky
- Monkey Shoulder
- Old Inverness
- Old Smuggler
- Pinch
- Passport Scotch
- Stewart's Cream of the Barley
- Teacher's
- Tè Bheag
- Vat 69
- William Lawson's
- White Horse
- Whyte & Mackay
- lotay whisky